# Радич Черноевич
Радич Черноевич (ум. 25 апреля / 25 мая 1396) — сербский феодал, владевший землями в княжестве Зета (современная Черногория). Один из трёх сыновей Черноя Дурашевича.

## Биография
Представитель династии Черноевичей, правившей в Верхней Зете. Радич Черноевич расширил свой домен в Нижней Зете, присоединив к своим владениям Грбаль, Паштровичи и Будву.
Радич поднял восстание против владычества рода Балшичей в княжестве Зета. Он часто угрожал городу Котор, с которым у него были враждебные отношения. Радич Черноевич также имел тесные связи с Дубровницкой республикой, а 30 ноября 1392 году получил гражданство Венецианской республики.
Князь Зеты Георгий II Балшич (1385—1403) вёл безуспешную борьбу с непокорными феодалами, которые обращались за помощью к туркам-османам. В конце 1392 года османский санджак-бей из Скопье Йигит-бей разбил и взял в плен зетского князя. Радич при поддержке своих братьев Стефана и Добривоя, воспользовавшись этим обстоятельством, подчинил своей власти района города Будва. Будва находилась под властью Радича Черноевича до его смерти в 1396 году.
Также Радич Черноевич возглавил военный поход на Лежу и подчинил город свой власти, изгнав оттуда албанский род Дукаджини. В начале 1393 года Дукаджини отвоевали Лежу обратно.
В конце апреля 1396 года Радич и его брат Добривой вновь выступили против зетского князя Георгия Балшича. Они подчинили своей власти область Грбаль и осадили город Котор. Братья не смогли взять город, но вынудили городской совет платить им дань.
В конце апреля или в конце мая 1396 года в одном из боёв князь Георгий Балшич убил своего противника Радича Черноевича и захватил часть его владений.
После смерти Радича Черноевича хумский воевода Сандаль Хранич Косача женился на его вдове Елене и подчинил Будву своей власти.

## Семья
Радич Черноевич был женат на некой Елене, происхождение которой неизвестно. У них было двое сыновей:
- Георгий Черноевич, воевода зетского князя Балши III
- Алекса Черноевич, воевода сербского деспота Стефана Лазаревича